# Paul Vermehren (Architekt)
Paul Adolf Vermehren (* 18. August 1848 in Lübeck; † 2. September 1944 ebenda) war ein deutscher Architekt.

## Leben
Paul Vermehren war ein Sohn des Generalagenten der Deutschen Lebensversicherungs-Gesellschaft in Lübeck, Julius Vermehren, und dessen Ehefrau Maria Wilhelmina Vermehren geb. Christern. Der spätere Senator Julius Vermehren war sein jüngerer Bruder.
Vermehren studierte Architektur, Einzelheiten zur Ausbildungsstätte und zu den ersten beruflichen Stationen sind nicht bekannt. Von 1880 bis 1887 war er in Lübeck als Architekt tätig, ab 1883 im Architekturbüro Vermehren & Dorn.
Im April 1887 ging er in die Vereinigten Staaten, wo er beim Bau der Santa Fe Railroad arbeitete. Er ging eine Partnerschaft mit einem Landsmann ein, musste aber Konkurs anmelden. Er eröffnete dann einen Zigarrenladen in El Paso nahe der mexikanischen Grenze. Am 10. Januar 1898 wurde er in El Paso Bürger der Vereinigten Staaten. Im selben Jahr wurde er vom Eisenbahnboom in Mexiko angezogen und reiste nach Mexiko-Stadt, doch der Zug brach nahe der Stadt Torreón im mexikanischen Bundesstaat Coahuila zusammen. Eine größere Reparatur war notwendig, für die Ersatzteile aus den Vereinigten Staaten importiert werden mussten. Während dieses erzwungenen Aufenthalts in Torreon wurde er von einem französischen Seifenhersteller angesprochen, der im Dorf Lerdo am Fuße der Sierra lebte und einen Buchhalter suchte. Paul Vermehren nahm den Job an. Seine Frau Wilhelmine Amalie Anna Vermehren geb. Graefe (1855–1934), die er im Mai 1877 in Wandsbek geheiratet hatte, und Tochter Irma (* 1888) folgten bald, während der Sohn Julius August (* 1878) in Denver blieb, um eine Banklehre zu machen. 
1904 kehrte Paul Vermehren mit seiner Familie nach Lübeck zurück. Hier ging er eine Partnerschaft mit dem Architekten Willy Glogner (1869–1968) ein. Unter der Firma Glogner & Vermehren plante ihr Architekturbüro zahlreiche öffentliche Bauten und Wohngebäude in Lübeck, stilistisch oftmals beeinflusst vom Historismus und der Heimatschutzarchitektur, später auch vom Backsteinexpressionismus. Etliche der Bauten stehen heute unter Denkmalschutz.

## Bauten
- Gertrudenstraße 7, 1881
- Kronsforder Allee 5a, 1883
- Umbau des Hauses Mengstraße 15, 1884[3]

### Im BüroGlogner & Vermehren
- Schifferhof, Engelsgrube 1–17, 1908
- Neubau des de-Herthoge-Stifts in Lübeck-Vorwerk, Am Behnckenhof, 1908[4]
- Turnhalle in Grevesmühlen, 1910
- Logenhaus der Loge Zur Weltkugel, Mengstraße 7–11, 1912–1913, 1942 zerstört
- Curtiusstraße 17, 1912
- Curtiusstraße 21/23, 1913
- Seemannsheim, An der Untertrave 1, 1913 im Stil der Heimatschutzarchitektur (1960 durch Neubau ersetzt)
- Kursaal in Travemünde, später Casino Travemünde, 1913–1914
- Schwartauer Allee 80, 1907–1908
- Curtiusstraße 27, 1915
- Verwaltungsgebäude der Stanz- und Emaillierwerke vorm. Carl Thiel & Söhne, Schwartauer Allee[5]
- Seetempel in Travemünde, als Neubau nach Brand 1930 (1987 abgerissen)
- Tor der Hoffnung, 1936–1937
- Lutherkirche, 1937

Seemannsheim
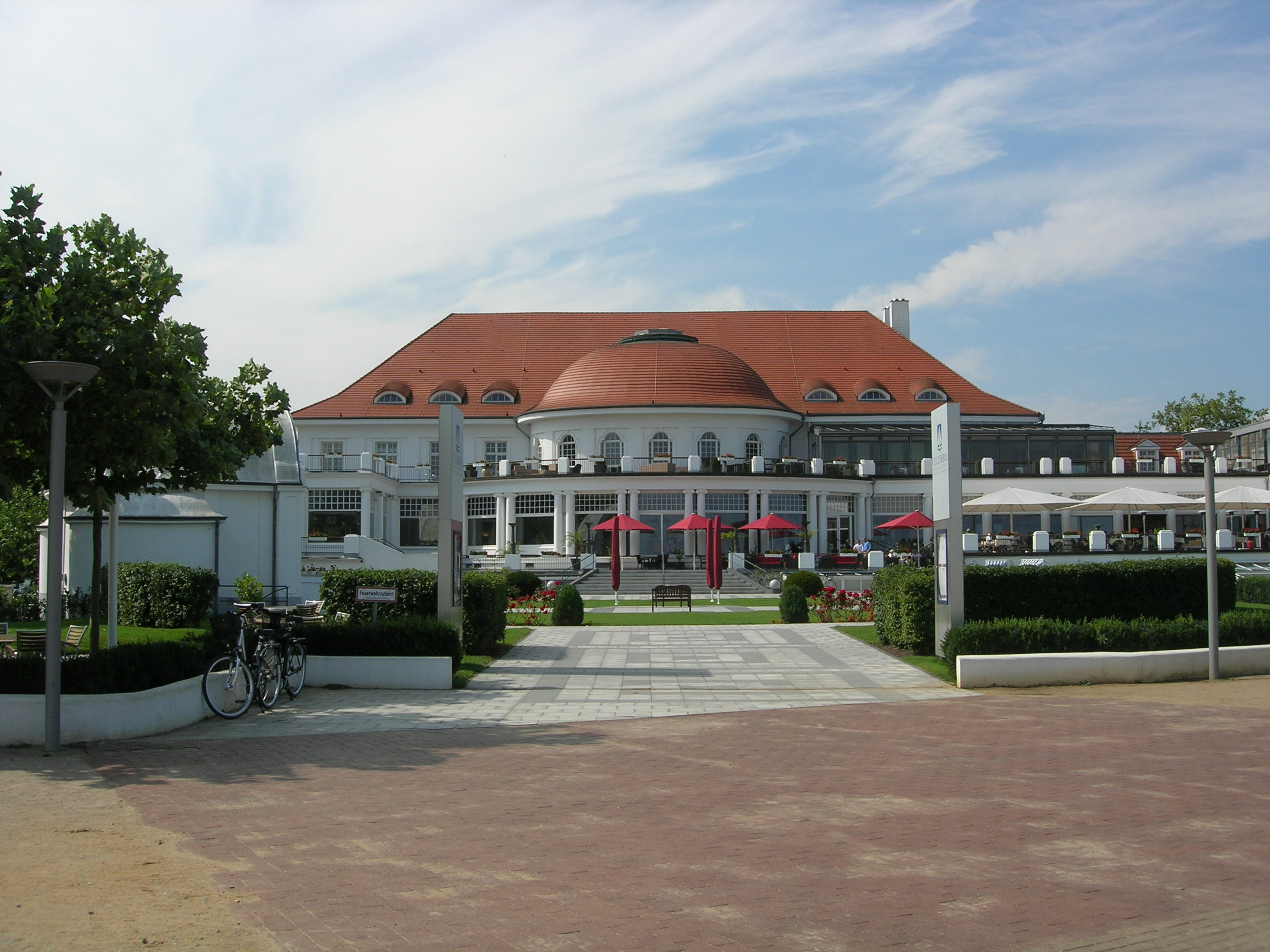
Casino Travemünde
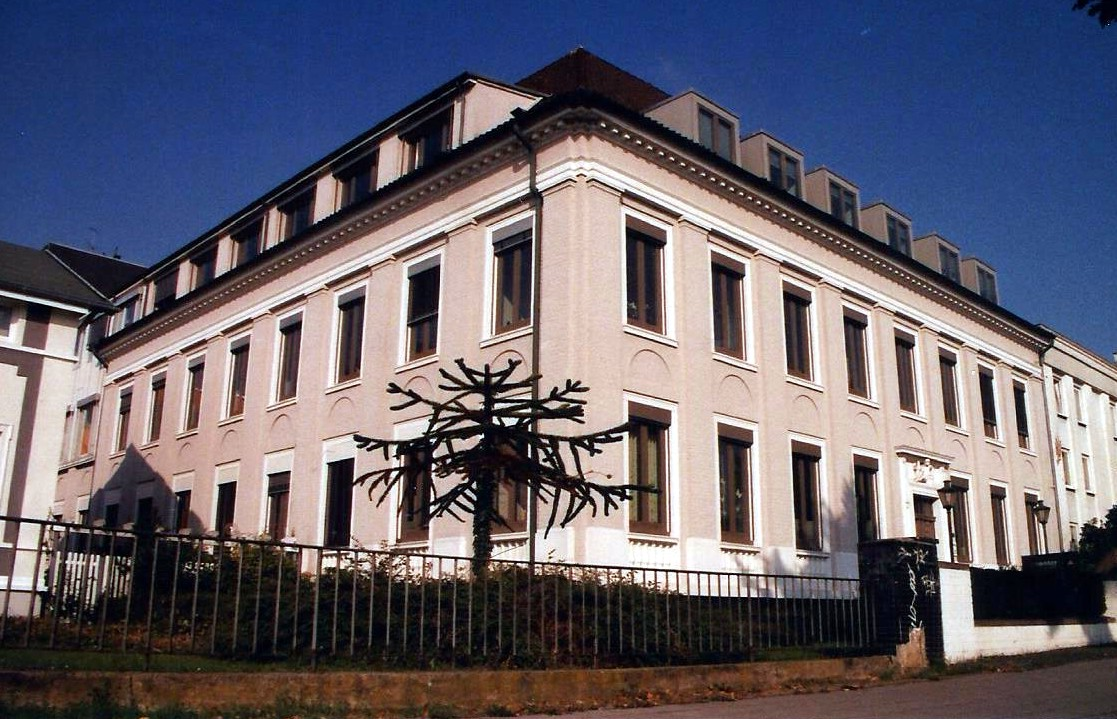
Verwaltungsgebäude Thiel & Söhne
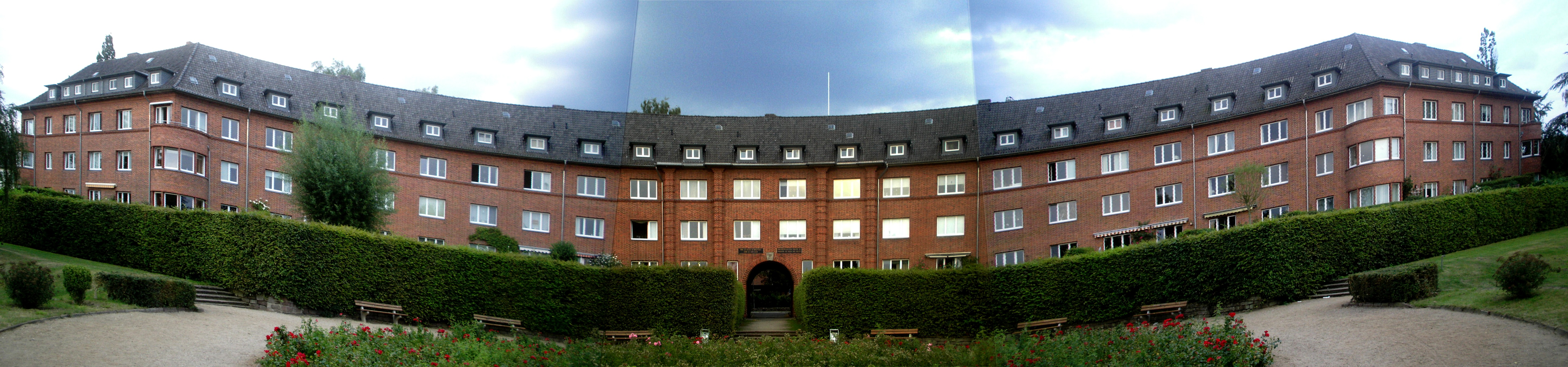
Tor der Hoffnung
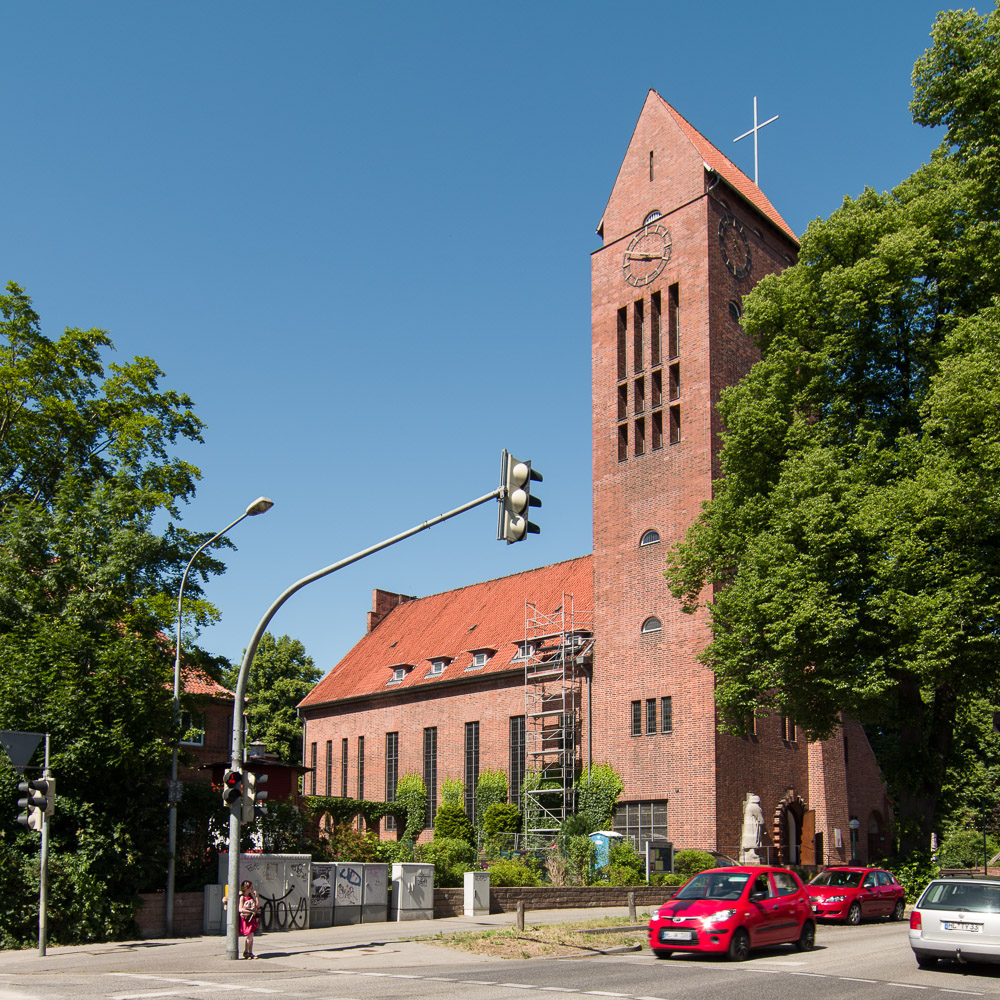
Lutherkirche